# Sora (Colombia)
Sora è un comune della Colombia facente parte del dipartimento di Boyacá.
Il centro abitato venne fondato da un gruppo di frati domenicani nel 1556, mentre l'istituzione del comune è del 15 luglio 1976.